# Anaceratagallia kungradica
Anaceratagallia kungradica är en insektsart som beskrevs av Dubovsky 1967. Anaceratagallia kungradica ingår i släktet Anaceratagallia och familjen dvärgstritar. Inga underarter finns listade i Catalogue of Life.